# Petalocephala pulsata
Petalocephala pulsata är en insektsart som beskrevs av Evans 1969. Petalocephala pulsata ingår i släktet Petalocephala och familjen dvärgstritar. Inga underarter finns listade i Catalogue of Life.